# Burgrabstwo Norymbergi

Herb burgrabiego Norymbergi von Raabsa

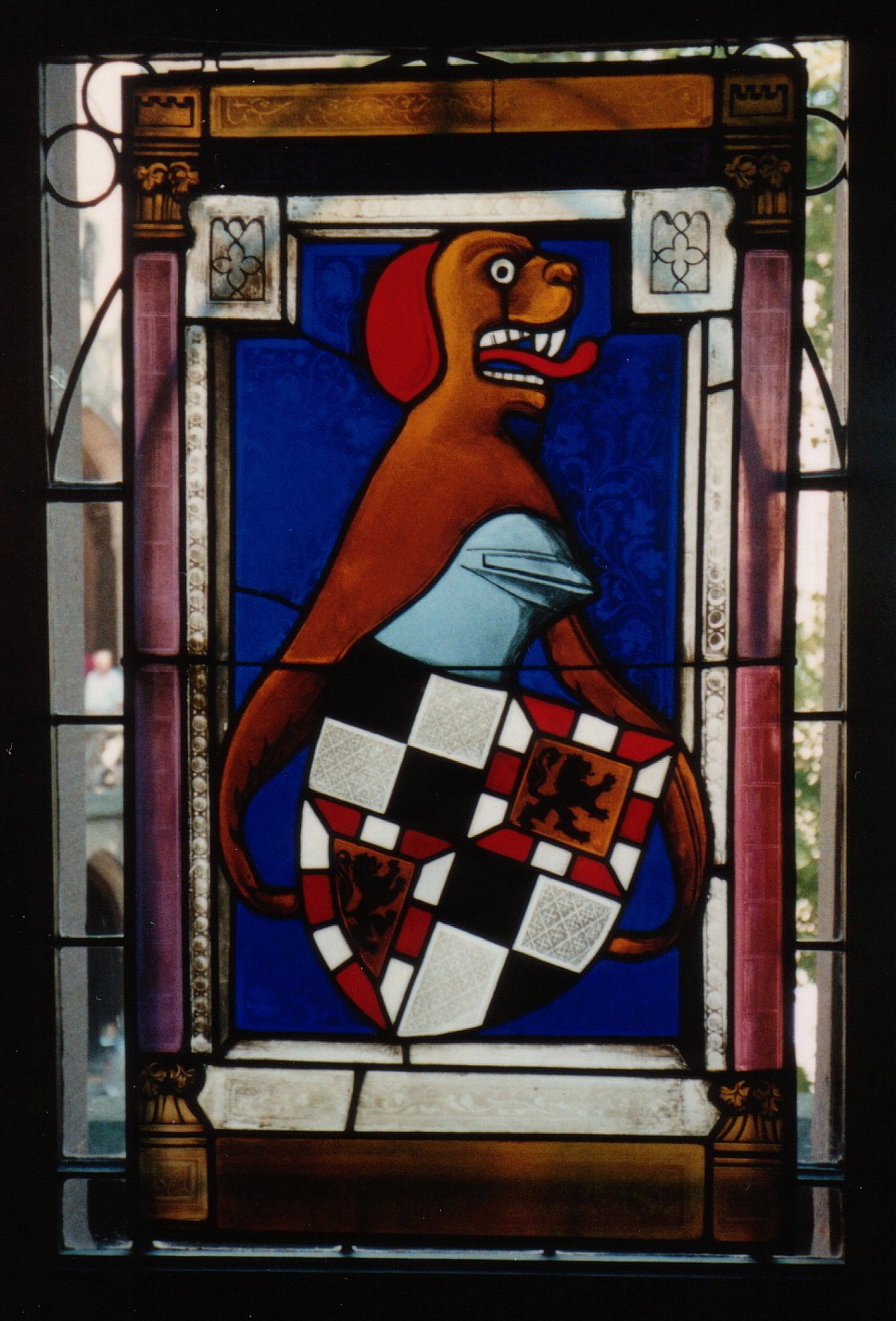
Herb Hohenzollernów jako burgrabiów Norymbergi

Burgrabstwo Norymbergi (niem. Burggrafschaft Nürnberg) – terytorium Świętego Cesarstwa Rzymskiego. Oprócz Norymbergi obejmowało Obergebirgisches Land w Górnej Frankonii i Untergebirgisches Land w Środkowej Frankonii.

## Burgrabiowie Norymbergi

### Hrabiowie von Raabs
- ok. 1105 – ok. 1137 – Gotfryd II von Raabs (zm. ok. 1137)
- ok. 1137 – ok. 1143 – Konrad I von Raabs (zm. ok. 1143) – brat Gotfryda II
- ok. 1143 – ok. 1160 – Gotfryd III von Raabs (zm. ok. 1160) – syn Gotfryda II
- ok. 1160 – ok. 1191 – Konrad II von Raabs (ok. 1125/30 – ok. 1191, zmarł bez męskich potomków) – syn Konrada I
- Zofia von Raabs – córka i dziedziczka Konrada II, żona Fryderyka III hr. von Zollern (burgrabia jako Fryderyk I (burgrabia Norymbergi) – patrz poniżej).

### DynastiaHohenzollernów

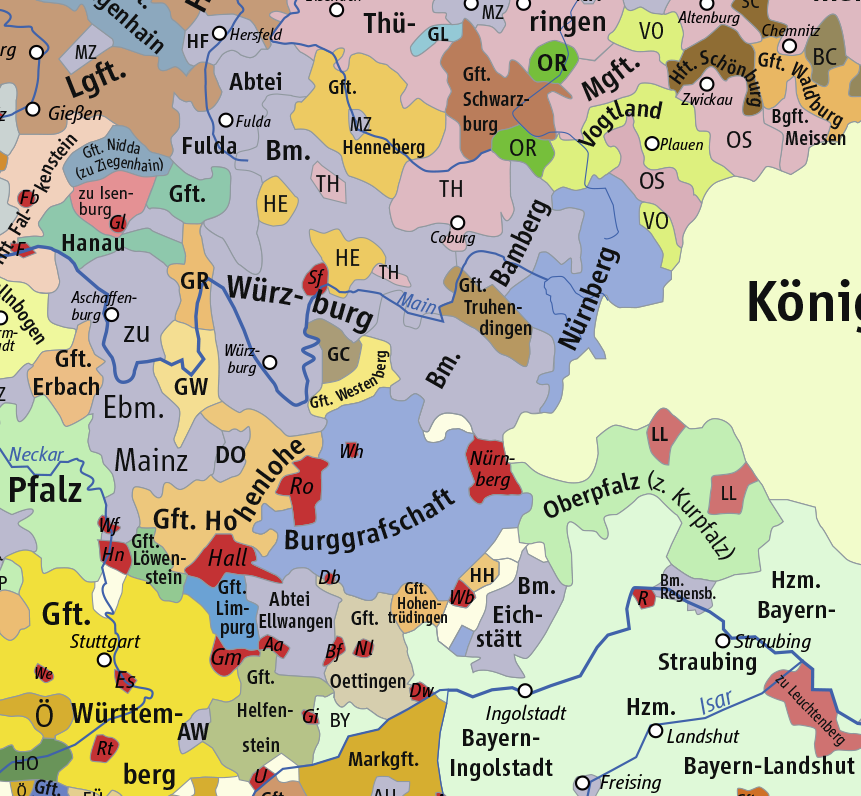
Mapa Burgrabstwa Norymbergi w 1400 roku

- 1192-1200 – Fryderyk I (burgrabia Norymbergi), hrabia Zollern, zięć Konrada II von Raabsa
- 1200-1218 – Fryderyk II (burgrabia Norymbergi), (syn Fryderyka I)
- 1218-1260 – Konrad I (burgrabia Norymbergi) (syn Fryderyka I)
- 1260-1297 – Fryderyk III (burgrabia Norymbergi) (syn Konrada I)
- 1297-1300 – Jan I (burgrabia Norymbergi) (syn Fryderyka III)
- 1300-1332 – Fryderyk IV (burgrabia Norymbergi) (syn Fryderyka III)
- 1332-1357 – Jan II (burgrabia Norymbergi) (syn Fryderyka IV)
- 1357-1397 – Fryderyk V (burgrabia Norymbergi) (syn  Jana II, abdykował, zm. 1398)
- 1397-1420 – Jan III Hohenzollern (syn Fryderyk V)
- 1397-1420 – Fryderyk I (elektor Brandenburgii) (syn Fryderyk V)

Od 1420 r. zjednoczenie z Brandenburgią.